# Niels Klapwijk
Niels Klapwijk (Amersfoort, 19 settembre 1985) è un pallavolista olandese, opposto del Macerata.

## Carriera

### Club
La carriera di Niels Klapwijk inizia in formazioni delle categorie minori del campionato olandese come l'Amersfoortse, il Forza Hoogland e il Renswouw. In seguito approda in serie cadetta con lo SSS, prima di essere ingaggiato dal Capelle. Nella stagione 2006-07 entra a far parte del club federale dell'HvA, con cui esordisce in A-League, mentre nella stagione seguente passa al Nesselande, con cui gioca per un triennio, vincendo uno scudetto e una Supercoppa olandese.
Nel campionato 2010-11 viene ingaggiato dal Maaseik, club belga militante in Liga A, con il quale si aggiudica lo scudetto; nel campionato successivo si trasferisce in Italia, nella Callipo di Vibo Valentia, in Serie A1, dove milita per due annate.
Nella stagione 2013-14 resta in Italia, ma veste la maglia della Porto Robur Costa di Ravenna, mentre nell'stagione seguente si trasferisce in Turchia per giocare con il Beşiktaş, militante in Voleybol 1. Ligi, dove resta per due annate; nel 2016 fa inoltre una breve esperienza in Libano col Bouchrieh.
Nel campionato 2016-17 passa all'İnegöl, sempre nella massima divisione turca, dove resta per due annate, prima di accasarsi nel campionato 2018-19 all'Afyon, ancora in Efeler Ligi, trasferendosi però nel gennaio 2019 al PAOK, nella Volley League greca, dove conclude l'annata, vincendo la Coppa di Grecia.
Nella stagione 2019-20 difende i colori dell'Arcada Galați, nella Divizia A1 rumena, con cui si aggiudica la Supercoppa 2019 e due scudetti. Per il campionato 2021-22 è nuovamente al club di Ravenna, in Superlega, mentre nel campionato seguente approda nella Polska Liga Siatkówki, dove indossa la casacca del Projekt Warszawa.
Nella stagione 2023-24 firma per l'Atlantide Brescia, nella Serie A2 italiana, con cui ottiene la vittoria nella Coppa Italia di categoria, mentre nell'annata successiva accetta, a campionato iniziato, la proposta del neopromosso Macerata.

### Nazionale
Dopo aver partecipato al campionato mondiale under 19 2003, nel 2006 riceve le prime convocazioni nella nazionale olandese maggiore, con la quale vince la sua prima medaglia in occasione del Memorial Hubert Wagner 2013, dove si aggiudica il bronzo. Nel marzo 2016 dichiara conclusa la sua carriera con la nazionale olandese con la partecipazione al campionato europeo 2015, pur lasciando aperta la porta per il futuro, se a causa di qualche infortunio fosse necessario un suo ritorno.

## Palmarès

### Club
- Campionato olandese: 1

2008-09
- Campionato belga: 1

2010-11
- Campionato rumeno: 2

2019-20, 2020-21
- Supercoppa olandese: 1

2009
- Supercoppa rumena: 1

2019
- Coppa Italia di Serie A2: 1

2023-24

### Nazionale (competizioni minori)
- Memorial Hubert Wagner 2013